# Beringin (Pasar Jambi)
Beringin is een bestuurslaag in het regentschap Jambi van de provincie Jambi, Indonesië. Beringin telt 4437 inwoners (volkstelling 2010).